# Drogowskazy (czasopismo)
Drogowskazy – kwartalnik programowo-metodyczny Organizacji Harcerzy Związku Harcerstwa Rzeczypospolitej.

## Historia
Numer pierwszy ukazał się z datą 20 stycznia 1992 roku. Pismo było wtedy czarno-białym miesięcznikiem drukowanym na Riso, formatu A4 i objętości 12 stron. Pierwszym redaktorem naczelnym był hm. Mariusz Zięba, który redagował numery od 1 do 3. 
Od 1996 pismo stało się kwartalnikiem, zmieniło również format na B5 i zyskało sztywną oprawę w kolorze. W październiku 1997, doszło do połączenia "Drogowskazów" z miesięcznikiem metodycznym "Wywiadowca", wydawanym przez Łódzką Chorągiew Harcerzy ZHR. Czasopismo przeszło znaczną metamorfozę – powstała nowa winieta pisma, nowy układ graficzny stron oraz strona internetowa. 
Od numeru 46 pismo zaczęło ukazywać się jako dwumiesięcznik. Zwiększyła się też liczba stron z materiałami metodycznymi i programowymi dla drużynowych. Od numeru 58, z przyczyn ekonomicznych, pismo zaczęło ponownie ukazywać się jako kwartalnik. 
Od numeru 63 zmieniona została forma graficzna okładki oraz winieta gazety na taką, którą można oglądać obecnie. Od numeru 64 czasopismo powróciło do cyklu dwumiesięcznika, ale w zmniejszonej objętości (48 stron). Od numeru 67 gazeta zwiększyła objętość do 64 stron. 1 czerwca 2004 uruchomione zostało elektroniczne archiwum gazety.
Od grudnia 2006 czasopismo z przyczyn ekonomicznych przeszło ponownie na cykl kwartalny.

## Indeks

### Pismo Instruktorskie Organizacji Harcerzy ZHR
- Rok I: 1992, nr 1 (20 stycznia) - 9 (15 grudnia)
- Rok II: 1993, nr 10 (styczeń) - nr nadzwyczajny (10-12 grudnia)
- Rok III: 1994, nr 1 (19) 29 października - 3 (21) 22 grudnia
- Rok IV: 1995, nr 1 (22) 15 stycznia - 12 (33) 22 grudnia

Kwartalnik Instruktorów ZHR
- Rok V: 1996, nr 1 (34) 20 marca - 4(37) 30 listopada
- Rok VI: 1997, nr 1 (38) 22 lutego - 2 (39) 30 czerwca

Kwartalnik Programowo-Metodyczny Instruktorów ZHR
- Rok VI: 1997, nr 3 (40) lipiec/wrzesień - 4 (41) październik/grudzień
- Rok VII: 1998, nr 1 (42) styczeń/marzec - 4 (45) październik/grudzień

Dwumiesięcznik Programowo-Metodyczny Instruktorów ZHR
- Rok VIII: 1999, nr 1 (46) styczeń/marzec - 5 (51) listopad/grudzień
- Rok IX: 2000, nr 1 (52) styczeń/luty - 6 (57) zeszyt specjalny
- Rok X: 2001, nr 1 (58) styczeń/luty - 4 (61) lipiec/sierpień
- Rok XI: 2002, nr 1 (62) styczeń/luty

Kwartalnik Programowo-Metodyczny Instruktorów Organizacji Harcerzy ZHR
- Rok XI: 2002, nr 2 (63) lato

Dwumiesięcznik Programowo-Metodyczny Instruktorów Organizacji Harcerzy ZHR
- Rok XII, 2003, nr 64-69
- Rok XIII, 2004, nr 70-74
- Rok XIV, 2005, nr 75-80
- Rok XV, 2007, nr 81-83

Kwartalnik Programowo-Metodyczny Instruktorów Organizacji Harcerzy ZHR
- Rok XVI, nr 84-85
- Rok XVII, 2012, od nr 86* (*-pismo ukazuje się w elektronicznie [www.drogowskazy.zhr.pl] oraz w formie drukowanej

### Numery Specjalne Dwumiesięcznika Programowo-Metodycznego Instruktorów Organizacji Harcerzy ZHR
- Rok 2003, nr 2(2), "Krajka Zjazd Programowy" - wydanie wspólne z czasopismem Krajka
- Rok 2004, nr 1(3), "Krajka Tomasz" - wydanie wspólne z czasopismem Krajka

### Załączniki i wkładki do czasopisma Drogowskazy
wkładka "Rzodkiewka - wkładka dla dziadka", format A4,
- Nr 1 do nr 6 z 1992 roku
- Nr 2 do nr 7 z 1992 roku
- Nr 3 do nr 9 z 1992 roku
- Nr 4 do nr 11 z 1993 roku
- Nr 5 do nr 12 z 1993 roku
- Nr 6 do nr 14 z 1993 roku
- Nr 7 do nr 16 z 1993 roku

wkładka dla zastępowych "Hobbit", format A4
- Nr 1 do nr 14 z 1993 roku
- Nr 2 do nr 15 z 1993 roku
- Nr 3 do nr 16 z 1993 roku

## Redaktorzy naczelni
- hm. Mariusz Zięba (nr 1-3)
- hm. Jarosław Żukowski (nr 4-16)
- phm. Krzysztof Przygoda (nr 17/18)
- hm. Tomasz Sibora (nr 19-64)
- hm. Grzegorz Nowak (nr 65-81)
- hm. Wojciech Hausner (od nr 82-85)
- phm. Paweł Joachimiak (od nr 86)